# Marc Benjamin Puch
Marc Benjamin Puch es un actor alemán, conocido por haber interpretado a Geb Schurlau en la serie GSG 9 - Die Elite Einheit.

## Biografía
En 1999 ingresó en la Academia de Arte Dramático Ernst Busch en Berlín, donde se graduó en el 2003.

## Carrera
En el 2007 se unió al elenco principal de la serie alemana GSG 9 - Die Elite Einheit donde interpretó a Gebhard "Geb" Schurlau, el líder y oficial de la unidad GSG 9 hasta el final de la serie en el 2008.
En el 2009 apareció como invitado en el episodio "Der schwarze Ritter" de la serie SOKO Wismar donde interpretó a Florian Benk, más tarde apareció de nuevo en la serie en el 2013 ahora interpretando a Jürgen Roll durante el episodio "Reiterspiele".
En el 2010 interpretó al oficial de la policía Walter Lohmann en la película Callgirl Undercover.
En el 2011 interpretó al doctor Günni Gummersbach, el nuevo patólogo del hospital en varios episodios de la tercera temporada de la serie Diario de una doctora. 
Ese mismo año se unió a la comedia Knallerfrauen donde interpreta a varios personajes hasta ahora; en la serie comparte créditos con la actriz y comediante Martina Hill.
En el 2012 dio vida al teniente coronel Arnd Peters en la serie Stolberg. Ese mismo año interpretó al oficial de la policía Tristan Graf von Rehnitz en la serie Der Cop und der Snob.
En el 2013 apareció como invitado en el episodio "Der Sumpf" de la serie SOKO Leipzig en la que dio vida a Thomas Klose. Anteriormente había aparecido por primera vez en la serie en el 2010 donde interpretó al oficial Michael Pfitzner durante el episodio "Luftnummer".

## Filmografía[1]

### Series de televisión
| Año             | Título                                         | Personaje                | Notas                                 |
| --------------- | ---------------------------------------------- | ------------------------ | ------------------------------------- |
| 2017 - presente | Der Sommer meines Lebens                       | Frank Sporbert           | -                                     |
| 2016            | Neandertaler                                   | Neo                      | 4 episodios                           |
| 2015            | SOKO München                                   | Patrick Fischer          | episodio "Opfer"                      |
| 2015            | Die Chefin                                     | Veit Mahn                | episodio "Liebe"                      |
| 2015            | Kampen om tungtvannet                          | Jan Höffner              | 10 episodios - miniserie              |
| 2014            | Herzensbrecher                                 | Carsten van Eifeler      | episodio "Männerherzen"               |
| 2014            | SOKO Stuttgart                                 | Auf der schiefen Bahn    | episodio "Taxi ins Jenseits"          |
| 2014            | Colonia Brigada Criminal                       | Marco Laux               | episodio "Auf der schiefen Bahn"      |
| 2014            | Dr. Klein                                      | Florian Falk             | episodio "Nach Hause"                 |
| 2014            | Die letzte Spur                                | Dr. Andreas Keller       | episodio "Sieben Leben"               |
| 2014            | Koslowski & Haferkamp                          | Xaver Pichler            | episodio "Lug und Trug"               |
| 2011 - 2014     | Knallerfrauen                                  | Varios Personajes        | 20 episodios                          |
| 2014            | Schmidt - Chaos auf Rezept                     | Leo Tomski               | episodio "Liebe zu Dritt"             |
| 2014            | Heldt                                          | Markus Koslowski         | episodio "Feuerteufel"                |
| 2013            | Alarm für Cobra 11 - Die Autobahnpolizei       | Gerald Rasske            | episodio "Die Nachtreporterin"        |
| 2013            | SOKO Wismar                                    | Jürgen Roll              | episodio "Reiterspiele"               |
| 2013            | Christine. Perfekt war gestern!                | Werner                   | 2 episodios                           |
| 2013            | Der letzte Bulle                               | Jens Numbke              | episodio "Gefährliches Spiel"         |
| 2013            | SOKO Leipzig                                   | Thomas Klose             | episodio "Der Sumpf"                  |
| 2013            | The Heavy Water War                            | Mayor Decker             | -                                     |
| 2013            | Tatort Leipzig - Die Wahrheit Stirbt Zuerst    | David Roth               | miniserie                             |
| 2013            | Koslowski & Haferkamp                          | -                        | -                                     |
| 2013            | Scarlet & Hadschi                              | -                        | -                                     |
| 2012            | Der Cop und der Snob                           | Tristan Graf von Rehnitz | 6 episodios                           |
| 2012            | Die Draufgänger                                | Jesus                    | episodio "Uneasy Rider"               |
| 2012            | Stolberg                                       | Lt. Arnd Peters          | episodio "Krieger"                    |
| 2012            | Polizeiruf 110 - Eine Andere Welt              | -                        | miniserie                             |
| 2011            | Der Bergdoktor                                 | Andreas                  | episodio "Die längste Nacht"          |
| 2011            | Doctor's Diary - Männer sind die beste Medizin | Dr. Günni Gummersbach    | 7 episodios                           |
| 2011            | Kommissar Stolberg                             | -                        | -                                     |
| 2010            | Der Kriminalist                                | Oficial Bruno Schumann   | episodio "Schatten der Vergangenheit" |
| 2010            | In aller Freundschaft                          | Toni Gebhardt            | episodio "Schweigen"                  |
| 2009            | Notruf Hafenkante                              | Runge                    | episodio "Familiengeheimnisse"        |
| 2007 - 2008     | GSG 9 - Die Elite Einheit                      | Gebhard "Geb" Schurlau   | 25 episodios                          |

### Películas
| Año  | Título                          | Personaje         | Notas |
| ---- | ------------------------------- | ----------------- | --- |
| 2014 | Innenkind/Devil's Daughter      | Bruder            | junto a Josephine Schmidt, Friederike Wagner, Guntbert Warns & Rainer Guldener                                      |
| 2014 | Mein Lover, Sein Vater und Ich! | Basti König       | junto a Katharina Müller-Elmau, Hendrik Duryn, Lucas Prisor, Moritz Berg & Maximilian Grill                         |
| 2013 | Willkommen im Club              | Eddi              | junto a Lisa Martinek, Richy Müller, Joanna Ferkic, David Wurawa & Remo Schulze                                     |
| 2012 | Erste Liga                      | -                 | corto |
| 2012 | Da geht noch was!               | Busfahrer         | junto a Florian David Fitz, Henry Hübchen, Marius V. Haas, Leslie Malton & Thekla Reuten                            |
| 2012 | Willkommen im Krieg             | Soldado Vandrey   | junto a Constantin von Jascheroff, Jessica Richter, Wilson Gonzalez Ochsenknecht, Daniel Zillmann & Hannes Jaenicke |
| 2011 | Jesus Loves Me                  | Sven              | junto a Florian David Fitz, Jessica Schwarz, Johannes Allmayer, Hannelore Elsner & Michael Gwisdek                  |
| 2011 | Türkisch für Anfänger           | Escribano         | junto a Josefine Preuß, Elyas M'Barek, Frederick Lau, Sonja Gerhardt, Anna Stieblich & Adnan Maral                  |
| 2011 | Schuld sind immer die Anderen   | Niklas            | junto a Edin Hasanovic, Julia Brendler, Pit Bukowski & Natalia Rudziewicz                                           |
| 2011 | Der Tödliche Befehl             | -                 | - |
| 2010 | Callgirl Undercover             | Walter Lohmann    | junto a Nicoline Schubert, Stephan Luca, Dirk Borchardt, Matthias Gall & Thomas Kügel                               |
| 2008 | Uferwellen                      | Hermano           | corto - junto a Eric Klotzsch, Rebecca Rudolph & Roger Ditter                                                       |
| 2005 | Zu Schön Für Mich               | -                 | - |
| 2004 | Wilhelm Tell                    | Konrad Baumgarten | junto a Roland Koch, Claudia Meyer, Bernd Lange, Thomas Thieme & Eckart von Trenck                                  |
| 2002 | L'amante de la Lune             | -                 | - |
| 2001 | Cowboy                          | -                 | corto |

### Teatro
| Año  | Obra                             | Personaje |
| ---- | -------------------------------- | --------- |
| 2009 | Staatsschauspiel Dresden         | -         |
| 2007 | Räubern                          | Karl Moor |
| 2007 | Deutsches Nationaltheater Weimar | -         |
| 2005 | Kabale und Liebe                 | Ferdinand |
| 2005 | Ruhrfestspiele Recklinghausen    | -         |

## Premios y nominaciones
| Año  | Categoría                    | Premio             | Nominación | Resultado |
| ---- | ---------------------------- | ------------------ | ---------- | --------- |
| 2007 | 47th TV Festival Monte Carlo | Golden Nymph Award | -          | Nominado  |